# Frauenhäusl (Dieterskirchen)
Frauenhäusl ist ein Gemeindeteil von Dieterskirchen im Oberpfälzer Landkreis Schwandorf (Bayern).

## Geographische Lage
Frauenhäusl befindet sich ungefähr vier Kilometer südlich von Dieterskirchen und etwa einen Kilometer östlich der Staatsstraße 2398, am Nordrand eines ausgedehnten Waldgebietes mit dem Alten Thannstein (635 m), dem Knock (667 m), der Platte (616 m) und dem Warnberg (568 m) und am Nordhang des Warnbergmassivs. Frauenhäusl liegt am Ufer des Moosbachs, der ungefähr drei Kilometer weiter östlich bei Prackendorf entspringt und etwa einen Kilometer weiter westlich bei Katharinenthal in die Ascha mündet.

## Geschichte
Zum Stichtag 23. März 1913 (Osterfest) wurde Frauenhäusl als „Teil der Pfarrei Dieterskirchen mit zwei Häusern und 13 Einwohnern“ aufgeführt.
Frauenhäusl wurde 1964 als „Ortsteil der Gemeinde Bach“ verzeichnet. Als die Gemeinde Bach 1975 aufgelöst wurde, gelangte Frauenhäusl zur Gemeinde Dieterskirchen.
Am 31. Dezember 1990 hatte Frauenhäusl 6 Einwohner und gehörte zur Pfarrei Dieterskirchen.

## Kultur und Sehenswürdigkeiten
Von Frauenhäusl aus kann man auf einem steilen Pfad zur Rastkapelle und zum Burgstall Warberg auf 100 Höhenmeter aufsteigen.